# Uirapuru-cigarra
Manaquim-de-coroa-flamejante ou uirapuru-cigarra (Machaeropterus pyrocephalus) é uma espécie de ave da família Pipridae.
Pode ser encontrada nos seguintes países: Bolívia, Brasil, Peru e Venezuela.
Os seus habitats naturais são: florestas subtropicais ou tropicais húmidas de baixa altitude.